# 兴福站
兴福站位于中华人民共和国黑龙江省绥化市兴福乡，建于1937年。现为四等站。客运：办理旅客乘降；行李、包裹托运;货运：办理整车、零担货物发到;危险货物仅办理农药、化肥发到。